# Givré !
 (janvier 2012).
Si vous disposez d'ouvrages ou d'articles de référence ou si vous connaissez des sites web de qualité traitant du thème abordé ici, merci de compléter l'article en donnant les références utiles à sa vérifiabilité et en les liant à la section « Notes et références ».
Pour plus de détails, voir Fiche technique et Distribution.
Givré ! (Numb)  est un film américain de 2007 réalisé par Harris Goldberg.

## Synopsis
Hudson Milbank est un modeste scénariste à succès plongé dans un étrange état dans lequel il se sent détaché du monde autour de lui et incapable de se connecter à son entourage, que ce soit physiquement ou émotionnellement. Un soir, il décide de s'essayer à la consommation de cannabis. Son partenaire d'écriture Tom est perturbé par le changement soudain dans le comportement d'Hudson et le pousse à chercher de l'aide psychiatrique.
Le Dr. Townsend diagnostique alors un trouble de la dépersonnalisation et prescrit divers médicaments, mais rien ne semble avoir l'effet escompté, ce qui pousse Hudson à changer de médecin.
C'est alors que Hudson rencontre Sara, une belle jeune femme qui n'est pas indifférente à ses charmes et qui décide de l'aider en lui faisant essayer différentes activités pour l'aider à combattre sa maladie.